# Gamélion (mois)
Gamélion est le septième mois (ou huitième quand l'année en comptait 13) du calendrier grec antique en vigueur dans la région d'Athènes, il durait 30 jours compris approximativement entre le 22 décembre et le 20 janvier de notre calendrier actuel. Il tire son nom du mot grec  (Γαμηλιών / Gameliốn  « le mois des mariages ») de la fête en l'honneur du mariage de Zeus et Héra. Pendant son cours se déroulaient les Lénéennes (les 12-15).